# Sveti Đurađ (Donji Miholjac)
Pour l’article homonyme, voir Sveti Đurađ.
Sveti Đurađ est un village de la municipalité de Donji Miholjac (Comitat d'Osijek-Baranja) en Croatie. Au recensement de 2011, la ville comptait 826 habitants.